# Галиканизам
Галиканизам  је назив за покрет у Француској из 17. века. до 19. века који је захтевао већу власт француске државе над Католичком црквом на њеној територији. Француска црквена и државна политика чији је циљ да ограничи моћ папства.

## Историја
За Галиканце је било карактеристично да су ауторитет папе из Рима над Црквом у Француској сматрали „страним утицајем“  и желели су да учине да акти Свете столице буду важећи само након краљевог одобрења.
Галиканске идеје су се развијале током веома дуге владавине Луја XIV (1643 – 1715); 1682. сазвао је скуп на којем је тридесет и шест епископа и игумана склоних галиканским идејама, а тридесет четири свештеника који је требало да представљају свештенство из целе Француске потписали су тзв. „Галикански акт”. Та четири „галиканска акта“ написана су тако да њихово разумевање захтева добро познавање историје и теологије. Акт гласи овако:
1. Да суверени владари не подлежу власти Цркве у погледу световних ствари, и да се истовремено поданици ових владара не могу ослободити подложности њиховим одредбама позивањем на своју веру или одредбе црквених власти;
2. Да световни владари могу по својој вољи сазивати синоде и саборе и да папа не може одбацити одлуке таквих црквених сабора;
3. Да су уступци које су у деловима Француске током векова чинили разне папе у погледу права световних владара над црквеним пословима, тзв. „Галиканске привилегије“ – непроменљиве. Потписници нису тачно набројали постојеће и наводне папске уступке кроз историју; према неким списковима из тог доба, они би били међу „галиканским привилегијама“, на пример, да француски бискупи не смеју напуштати територију Француске и путовати у Рим без дозволе краља; да државни функционери не могу бити екскомуницирани за радње које су извршили у вршењу дужности; да епископи којима се не свиђа папски декрет могу одбити да га спроведу док њихову жалбу не размотри следећи васељенски сабор;
4. Да су папине одлуке променљиве, ако их поједина помесна црква одбије[2].

Иако су Галикански акти писани на начин да их је разумела само добро образована елита, сукоб између папе и краља убрзо је свима постао очигледан.
Краљ Луј XIV је након веома одлучног противљења папе Иноћентија XI 1693. повукао „Галиканске акте“ али галиканска идеја није потпуно нестала. Посебно је оживела на почетку Француске револуције (1789), када је од свештенства захтевано да положи заклетву на Грађански устав свештенства – где је заклетва укључивала принципе галиканизма; већина свештенства је то тада одбила.
Присталице јансенизма – верзије католицизма који је настао у Француској почетком 17. века и који се одликовао посебном моралном строгошћу – били су посебно одани присталице галиканизма.
Идеје галиканизма прате теолошку мисао средњовековних гибелина – хришћана који су стали на страну световне власти током сукоба између Цркве и световне власти. Оне су посебно сличне идејама италијанског интелектуалца Марсилија Падованског, лекара чија је теолошка размишљања служила цару Лудовику IV  у његовом сукобу са папом. Цар Луј XV 1328. године, са војском је ушао у Рим, да би показао презир према „Французу“ папи Јовану XXII, али и да би показао своју приврженост теолошким идејама Марсилија Падованског, дозволио је да се крунише царском круном из руку римског племића. Затим – свакако по плану Марсилија Падованског – Луја XV. издао је декрет којим је прогласио смену папе Јована XXII због јереси.

## Утицаји
Идеје везане за галиканизам познате су на немачком говорном подручју под називом „јозефинизам“; то је доктрина која је у потпуности развијена на хабзбуршком двору крајем 18. века.
Галиканизам је – након што су идеје апсолутне монархије већ биле исцрпљене – превазиђен проглашењем догме о непогрешивости папе на Првом ватиканском сабору (1869–1870). Тај сабор је изричито осудио други, трећи и четврти од поменутих галиканских чланова. Папа Лав XIII говорио је о питању о коме се говори у првом галиканском чланку у енциклици Иммортале Деи из 1885. године, а затим укратко сажето у енциклици Сапиентиае Цхристианае из 1890. године: „Црква и држава свака имају своју сферу власти, и ниједна од ове две власти није подређена другој.